# 穆罕默德·阿明汗
穆罕默德·阿明汗（1460年代—1518年），喀山汗國君主，他曾經三度出任喀山汗國可汗。1518年，穆罕默德·阿明汗因重病去世。由于他没有留下孩子，喀山汗國可汗的位置传给了卡西姆汗國的沙赫加利。